# Brug 1869
Brug 1869 is een bouwkundig kunstwerk in Amsterdam Nieuw-West.
De vaste brug dateert van ongeveer 1994 toen hier de buurt De Aker West in de wijk Middelveldsche Akerpolder steeds meer bebouwing kreeg. De wijk kreeg allerlei straatjes die met zijn alle verbonden werden met De Alpen (vernoemd naar de Alpen), de belangrijkste verkeersader hier. De Alpen ligt daarbij tussen twee verschillende afwateringstochten tussen twee woonwijken. Brug 1869 maakt deel uit van een van die de dwarsverbindingen. Ze ligt tussen La Meye (vernoemd naar La Meije) en Simplon (Simplonpas) enerzijds en De Alpen anderzijds.
De brug is bijna geheel van beton, gezet op een betonnen paalfundering. De brugleuningen zijn van metaal. Ontwerper van de brug is vooralsnog onbekend.    
<<< · 1800 · 1801 · 1802 · 1803 · 1804 · 1805 · 1806 · 1807 · 1808 · 1809 ·  1810 · 1811 · 1812 · 1813 · 1814 · 1815 · 1816 · 1818 · 1819 · 1820 · 1821 · 1822 · 1823 · 1824 · 1826 · 1827 · 1828 · 1829 · 1830 · 1831 · 1832 · 1833 · 1834 · 1835 · 1836 · 1837 · 1838 · 1839 · 1840 · 1841 · 1842 · 1843 · 1844 · 1845 · 1846 · 1847 · 1848 · 1849 · 1850 · 1851 · 1852 · 1853 · 1854 · 1855 · 1856 · 1857 · 1858 · 1859 · 1860 · 1861 · 1862 · 1863 · 1864 · 1865 · 1866 · 1867 · 1868 · 1869 ·  1870 · 1871 · 1872 · 1873 · 1874 · 1875 · 1876 · 1877 · 1879 ·  1880 · 1881 · 1882 · 1883 · 1884 · 1885 · 1886 · 1888 · 1889 · 1890 · 1891 · 1892 · 1893 · 1894 · 1895 · 1896 · 1897 · 1898 · 1899 · >>>
Brugnummers 1817, Brug 1819, 1820, 1825, 1878, 1887  zijn niet (meer) vergeven.